# ينس بلوخ
ينس بلوخ (بالنرويجية: Jens Bloch)‏ (و. 1761 – 1830 م) هو مؤرخ نرويجي، توفي عن عمر يناهز 69 عاماً.